# Histiotus montanus
Histiotus montanus är en fladdermusart som först beskrevs av Philippi och Christian Ludwig Landbeck 1861.  Histiotus montanus ingår i släktet Histiotus och familjen läderlappar. IUCN kategoriserar arten globalt som livskraftig. Inga underarter finns listade i Catalogue of Life. Wilson & Reeder (2005) skiljer mellan tre underarter.
Denna fladdermus förekommer i sydamerikanska bergstrakter från Venezuela till regionen norr om Eldslandet (Chile, Argentina). I Argentina, Uruguay och sydöstra Brasilien hittas arten även i låglandet. Histiotus montanus lever ofta i regioner vid 2000 meter över havet eller längre uppåt. Individerna vilar i grottor, i trädens håligheter och i byggnader. Där bildas kolonier med cirka 20 medlemmar. Arten jagar insekter och den håller antagligen vinterdvala.